# ND6
ND6 (англ. NADH dehydrogenase, subunit 6 (complex I)) – білок, який кодується однойменним геном, який у людей є частиною мітохондріальної ДНК. Довжина поліпептидного ланцюга білка становить 174 амінокислот, а молекулярна маса — 18 622.
| 10         |  | 20         |  | 30         |  | 40         |  | 50         |
| ---------- |  | ---------- |  | ---------- |  | ---------- |  | ---------- |
| MMYALFLLSV |  | GLVMGFVGFS |  | SKPSPIYGGL |  | VLIVSGVVGC |  | VIILNFGGGY |
| MGLMVFLIYL |  | GGMMVVFGYT |  | TAMAIEEYPE |  | AWGSGVEVLV |  | SVLVGLAMEV |
| GLVLWVKEYD |  | GVVVVVNFNS |  | VGSWMIYEGE |  | GSGLIREDPI |  | GAGALYDYGR |
| WLVVVTGWTL |  | FVGVYIVIEI |  | ARGN       |  |            |  |            |

A: Аланін

C: Цистеїн

D: Аспарагінова кислота

E: Глутамінова кислота

F: Фенілаланін

G: Гліцин

I: Ізолейцин

K: Лізин

L: Лейцин

M: Метіонін

N: Аспарагін

P: Пролін

R: Аргінін

S: Серин

T: Треонін

V: Валін

W: Триптофан

Кодований геном білок за функцією належить до оксидоредуктаз. 
Задіяний у таких біологічних процесах, як транспорт, транспорт електронів, дихальний ланцюг. 
Білок має сайт для зв'язування з НАД, убіхіноном. 
Локалізований у мембрані, мітохондрії.